# Historia socjologii
Historia socjologii, w zależności od sposobu widzenia jej przedmiotu, może obejmować różne zakresy. Jerzy Szacki wyróżnia trzy zakresy historii socjologii:
1. Historia socjologii jako takiej, czyli wszelkich działań prowadzonych pod szyldem „socjologii” począwszy od Auguste’a Comte’a – twórcy nazwy nauki. Podejście takie prowadzi jednak, z jednej strony, do przesadnego eksponowania wielu mniej ważnych autorów będących „socjologami” z nazwy, z drugiej – do pomijania innych, którzy nimi nie byli, ale przyczynili się do rozwoju nauki.
2. Historia myśli socjologicznej, która dotyczy zagadnień związanych z rozwojem problemów socjologicznych znajdujących się w ośrodku zainteresowań socjologii współczesnej. Obejmuje myślicieli, którzy podejmowali takie problemy, nawet jeśli sami nie uważali się za socjologów lub nawet nigdy o socjologii nie słyszeli, czy też się od niej odżegnywali.
3. Historia analizy socjologicznej zajmuje się rozwojem naukowej analizy badania zjawisk społecznych, czyli ważniejszymi socjologami i ich wypowiedziami, o ile przyczynili się oni do szczególnych osiągnięć badawczych, odpowiadających przyjętym przez badacza standardom naukowości. Wtedy należałoby dokonać rozdziału pomiędzy właściwą nauką społeczną a wczesną socjologią, która nauką jeszcze nie była, i myślą socjologiczną.

Spór o to, kiedy właściwie zaczyna się historia socjologii jest, zdaniem Szackiego, bezzasadny. Na jednym jego biegunie znajdują się bowiem opinie, że socjologia istniała niemal zawsze i wszędzie, gdyż zgodnie ze słowami Émile’a Durkheima: „Ludzie nie czekali na pojawienie się nauki społecznej, by wytworzyć sobie ideę prawa, moralności, rodziny, państwa, a nawet społeczeństwa, ponieważ bez tych idei nie mogliby się w życiu obejść”. Drugim skrajnym podejściem jest stwierdzenie, że socjologia nie istnieje nawet do tej pory, ponieważ nie spełnia jeszcze zasad naukowości jak np. fizyka (nie dysponuje równie niezawodnymi metodami naukowymi). Każde ze stanowisk zależy od przyjętego poglądu na to, czym jest socjologia i co jest w niej najważniejsze. Zdaniem Szackiego historia myśli socjologicznej najpełniej przedstawia historyczne tło socjologii współczesnej oraz ukazuje kolejne rewolucje, przez które przeszło myślenie o życiu społecznym. Szacki wymienia cztery takie rewolucje:
- wyodrębnienie porządku ludzkiego z porządku przyrody (starożytni myśliciele greccy);
- odróżnienie społeczeństwa od państwa (czasy nowożytne, zwłaszcza XVII i XVIII wiek);
- uczynienie społeczeństwa przedmiotem systematycznej refleksji oraz stworzenie pojęcia nauki o społeczeństwie (XIX wiek);
- unaukowienie refleksji o społeczeństwie (wciąż trwa).

## Na podstawie
Szacki, Jerzy „Historia myśli socjologicznej”.PWN, Warszawa 2006. ISBN 83-01-13844-0.
Historia ważniejszych odkryć i koncepcji socjologicznych w zestawieniu chronologicznym
| Odkrycie/koncepcja                                                                                             | Rok odkrycia | Nazwisko odkrywcy/teoretyka        | Tytuł publikacji, w której opublikowano koncepcję/odkrycie            |
| --- | ------------ | ---------------------------------- | --------------------------------------------------------------------- |
| Odkrycia myśli socjologicznej do XIX wieku                                                                     |              |                                    |                                                                       |
| rozróżnienie prawa naturalnego i stanowionego                                                                  |              | sofiści                            | –                                                                     |
| pierwszy model organizmu społecznego                                                                           |              | Platon                             | Państwo                                                               |
| politikon zoon                                                                                                 |              | Arystoteles                        | Polityka                                                              |
| analizy porównawcze ustrojów polis                                                                             |              | Arystoteles                        | Polityka                                                              |
| państwo jako wynik władzy i prawa                                                                              |              | Marek Tulliusz Cyceron             | O państwie                                                            |
| przeciwstawienie państwa Bożego i świeckiego                                                                   | 413-426      | święty Augustyn                    | O państwie Bożym                                                      |
| podział pracy                                                                                                  | 1225–1273    | święty Tomasz z Akwinu             | Suma teologiczna                                                      |
| hierarchiczny schemat społeczeństwa                                                                            | 1225-1273    | święty Tomasz z Akwinu             | Suma teologiczna                                                      |
| pierwsza nowożytna utopia                                                                                      | 1516         | Tomasz Morus                       | Utopia                                                                |
| pierwsze dyrektywy socjotechniczne                                                                             | 1532         | Niccolò Machiavelli                | Książę                                                                |
| suwerenność | 1566         | Jean Bodin                         | Sześć ksiąg o Rzeczypospolitej                                        |
| państwo narodowe                                                                                               | 1566         | Jean Bodin                         | Sześć ksiąg o Rzeczypospolitej                                        |
| prekursorskie rozważania na temat relatywizmu kulturowego                                                      | 1580         | Michel de Montaigne                | Próby                                                                 |
| stan natury jest stanem wojny każdy z każdym                                                                   | 1651         | Thomas Hobbes                      | Lewiatan                                                              |
| umowa społeczna                                                                                                | 1651         | Thomas Hobbes                      | Lewiatan                                                              |
| prekursorska koncepcja społeczeństwa obywatelskiego                                                            |              | John Locke                         | Dwa traktaty o rządzie                                                |
| krytyka geometrycznego, racjonalnego ujmowania człowieka                                                       | 1725         | Giambattista Vico                  | Nauka Nowa                                                            |
| działania wynikające z popędów poprzedzają działania racjonalne                                                | 1739–1740    | David Hume                         | Traktat o naturze ludzkiej                                            |
| metoda obserwacji                                                                                              | 1748         | Montesquieu                        | O duchu praw                                                          |
| pierwsza typologia społeczeństw                                                                                | 1748         | Montesquieu                        | O duchu praw                                                          |
| rozdzielenie pojęć natury i kultury                                                                            | 1762         | Jean-Jacques Rousseau              | Umowa społeczna                                                       |
| krytyka społeczeństwa jako wytwórcy sztucznych potrzeb                                                         | 1762         | Jean-Jacques Rousseau              | Umowa społeczna                                                       |
| fazy rozwoju społecznego:dzikość, barbarzyństwo, cywilizacja                                                   | 1767         | Adam Ferguson                      | An Essay on the History of Civil Society                              |
| samoregulacja ładu społecznego                                                                                 | 1776         | Adam Smith                         | Badania nad naturą i przyczynami bogactwa narodów                     |
| naród | 1784–1791    | Johann Gottfried von Herder        | Myśli o filozofii dziejów                                             |
| determinizm geograficzny                                                                                       | 1784-1791    | Johann Gottfried von Herder        | Myśli o filozofii dziejów                                             |
| konserwatywna myśl społeczna                                                                                   | 1790         | Edmund Burke                       | Rozważania o rewolucji we Francji                                     |
| Odkrycia i koncepcje socjologiczne XIX wieku                                                                   |              |                                    |                                                                       |
| projekt nauki społecznej na wzór nauk przyrodniczych                                                           | 1807–1808    | Henri de Saint-Simon               | Wprowadzenie do prac naukowych dziewiętnastego wieku                  |
| fizjologia społeczna                                                                                           | 1813         | Henri de Saint-Simon               | La physiologie sociale                                                |
| społeczeństwo przemysłowe                                                                                      | 1823–1824    | Henri de Saint-Simon               | Katechizm industrialistów                                             |
| więź społeczna                                                                                                 |              | Henri de Saint-Simon               | O systemie industrialnym                                              |
| klasy społeczne: rolnicza, przemysłowa i „myśląca”                                                             | 1821         | Georg Wilhelm Friedrich Hegel      | Zasady filozofii prawa                                                |
| socjologia jako nauka pozytywna                                                                                | 1830–1842    | August Comte                       | Kurs filozofii pozytywnej                                             |
| podział socjologii na statykę społeczną i dynamikę społeczną                                                   | 1830-1842    | August Comte                       | Kurs filozofii pozytywnej                                             |
| pierwszy obszerny opis społeczeństwa demokratycznego                                                           | 1835–1840    | Alexis de Tocqueville              | O demokracji w Ameryce                                                |
| ujęcie praw społecznych jako praw statystycznych                                                               | 1843         | John Stuart Mill                   | System logiki dedukcyjnej i indukcyjnej                               |
| alienacja pracy                                                                                                | 1844         | Karol Marks                        | Rękopisy ekonomiczno-filozoficzne                                     |
| formacje społeczne                                                                                             | 1844         | Karol Marks                        | Rękopisy ekonomiczno-filozoficzne                                     |
| postulat zmatematyzowania nauk społecznych                                                                     | 1848         | Lambert Quételet                   | Układ społeczny i jego prawa                                          |
| ogólne zasady liberalizmu                                                                                      | 1859         | John Stuart Mill                   | O wolności                                                            |
| teoria klasowej struktury społeczeństwa                                                                        | 1867         | Karol Marks                        | Kapitał                                                               |
| baza (marksizm) i nadbudowa                                                                                    | 1867         | Karol Marks                        | Kapitał                                                               |
| świadomość społeczna                                                                                           | 1867         | Karol Marks                        | Kapitał                                                               |
| prawa rozwoju społecznego                                                                                      | 1867         | Karol Marks                        | Kapitał                                                               |
| norma społeczna                                                                                                | 1869         | Lambert Quételet                   | Physique sociale                                                      |
| badania ewolucji kultury                                                                                       | 1871         | Edward Tylor                       | Cywilizacja pierwotna                                                 |
| instytucja społeczna                                                                                           | 1876–1896    | Herbert Spencer                    | Zasady socjologii                                                     |
| podział społeczeństw na produkcyjne – o współdziałaniu dobrowolnym i wojownicze – o współdziałaniu przymusowym | 1876-1896    | Herbert Spencer                    | Zasady socjologii                                                     |
| ewolucja instytucji z zarodków myśli                                                                           | 1877         | Lewis Morgan                       | Społeczeństwo pierwotne                                               |
| dyfuzja kulturowa                                                                                              | 1882–1891    | Friedrich Ratzel                   | Anthropogeographia                                                    |
| grupa społeczna                                                                                                | 1885         | Ludwik Gumplowicz                  | Grundriss der Soziologie                                              |
| podział typologiczny społeczeństw na wspólnoty i stowarzyszenia                                                | 1887         | Ferdinand Tönnies                  | Wspólnota i stowarzyszenie                                            |
| koncepcja jaźni społecznej                                                                                     | 1890         | William James                      | The Principles of Psychology                                          |
| solidarność mechaniczna i organiczna                                                                           | 1893         | Émile Durkheim                     | O podziale pracy społecznej                                           |
| komunikacja | 1894         | Charles Cooley                     | The Theory of Transportation                                          |
| postulat badania faktów społecznych jak rzeczy                                                                 | 1895         | Émile Durkheim                     | Zasady metody socjologicznej                                          |
| morfologia społeczna                                                                                           | 1895         | Émile Durkheim                     | Zasady metody socjologicznej                                          |
| analiza i klasyfikacja tłumów                                                                                  | 1895         | Gustave Le Bon                     | Psychologia tłumu                                                     |
| wartość | 1899         | Heinrich Rickert                   | Kulturwissensdraft und Naturwissensdraft                              |
| Odkrycia i koncepcje socjologiczne pierwszej połowy XX wieku                                                   |              |                                    |                                                                       |
| teoria naśladownictwa                                                                                          | 1901         | Gabriel Tarde                      | Opinia i tłum                                                         |
| publiczność | 1901         | Gabriel Tarde                      | Opinia i tłum                                                         |
| rozróżnienie obyczaju i mody                                                                                   | 1901         | Gabriel Tarde                      | Opinia i tłum                                                         |
| psychologia społeczna                                                                                          | 1904         | William Thomas                     |                                                                       |
| molekularna teoria zachowania się                                                                              | 1908         | William McDougall                  | An Introduction to Social Psychology                                  |
| interakcja społeczna                                                                                           | 1908         | Georg Simmel                       | Socjologia                                                            |
| socjologia formalna                                                                                            | 1908         | Georg Simmel                       | Socjologia                                                            |
| grupa pierwotna                                                                                                | 1909         | Charles Cooley                     | Social Organization                                                   |
| anomia | 1912         | Émile Durkheim                     | Elementarne formy życia religijnego                                   |
| metoda analizy dokumentów osobistych                                                                           | 1912         | Florian Znaniecki, William Thomas  |                                                                       |
| case study, początek szkoły chicagowskiej                                                                      | 1915         | Robert Ezra Park                   | The City                                                              |
| system społeczny                                                                                               | 1916         | Vilfredo Pareto                    | Trattato di sociologia generale                                       |
| teoria krążenia elit                                                                                           | 1916         | Vilfredo Pareto                    | Trattato di sociologia generale                                       |
| postawa | 1918–1920    | William Thomas i Florian Znaniecki | Chłop polski w Europie i Ameryce                                      |
| cykle życiowe kultur                                                                                           | 1918–1922    | Oswald Spengler                    | Zmierzch Zachodu                                                      |
| przeciwstawienie kultury i cywilizacji                                                                         | 1918–1920    | Oswald Spengler                    | Zmierzch Zachodu                                                      |
| typ idealny |              | Max Weber                          | Obiektywność poznania                                                 |
| rola społeczna                                                                                                 | 1921         | Robert Ezra Park                   | Introduction to the Science of Sociology                              |
| miasto jako laboratorium badawcze                                                                              | 1921         | Robert Ezra Park                   | Introduction to the Science of Sociology                              |
| założenia ekologii społecznej                                                                                  | 1921         | Robert Ezra Park                   | Introduction to the Science of Sociology                              |
| grupa wtórna                                                                                                   | 1921         | Robert Ezra Park                   | Introduction to the Science of Sociology                              |
| działanie społeczne                                                                                            | 1922         | Max Weber                          | Gospodarka i społeczeństwo                                            |
| model biurokracji                                                                                              | 1922         | Max Weber                          | Gospodarka i społeczeństwo                                            |
| początek funkcjonalizmu w socjologii                                                                           | 1922         | Bronisław Malinowski               | Argonauci zachodniego Pacyfiku                                        |
| współczynnik humanistyczny                                                                                     | 1922         | Florian Znaniecki                  | Wstęp do socjologii                                                   |
| pamięć zbiorowa                                                                                                | 1925         | Maurice Halbwachs                  | Społeczne ramy pamięci                                                |
| analiza społecznego uwarunkowania myślenia                                                                     | 1929         | Karl Mannheim                      | Ideologia i utopia                                                    |
| komunikacja symboliczna                                                                                        | 1934         | George Herbert Mead                | Umysł, osobowość i społeczeństwo                                      |
| uogólniony inny                                                                                                | 1934         | George Herbert Mead                | Umysł, osobowość i społeczeństwo                                      |
| mechanizm przyjmowania ról                                                                                     | 1934         | George Herbert Mead                | Umysł, osobowość i społeczeństwo                                      |
| technika socjometryczna                                                                                        | 1934         | Jacob Moreno                       | Who Shall Survive                                                     |
| zależności między kulturą i osobowością                                                                        | 1934         | Ruth Benedict                      | Wzory kultury                                                         |
| ujęcie cywilizacji jako społeczności                                                                           | 1934-1961    | Arnold Joseph Toynbee              | Studium historii                                                      |
| teoria systemów                                                                                                | 1937–1941    | Pitirim Sorokin                    | Social and Cultural Dynamics                                          |
| interakcjonizm symboliczny                                                                                     | 1937-1941    | Pitirim Sorokin                    | Social and Cultural Dynamics                                          |
| instytucje pierwotne i wtórne                                                                                  | 1939         | Abram Kardiner                     | The Individual and His Society                                        |
| habitus | 1939         | Norbert Elias                      | Über der Prozess der Zivilisation                                     |
| prestiż jako wyróżnik warstw społecznych                                                                       |              |                                    |                                                                       |
| teoria potrzeb                                                                                                 | 1944         | Bronisław Malinowski               | Naukowa teoria kultury                                                |
| teoria średniego zasięgu                                                                                       | 1949         | Robert K. Merton                   | Teoria socjologiczna i struktura społeczna                            |
| teoria grup odniesienia                                                                                        | 1949         | Robert K. Merton                   | Teoria socjologiczna i struktura społeczna                            |
| Odkrycia i koncepcje socjologiczne drugiej połowy XX wieku                                                     |              |                                    |                                                                       |
| próba budowy ogólnej teorii socjologicznej                                                                     | 1951         | Talcott Parsons                    | The Social System                                                     |
| AGIL | 1951         | Talcott Parsons                    | The Social System                                                     |
| typy struktur komunikacyjnych                                                                                  | 1951         | Harold Leavitt                     | Some Effect of Certain Communication Patterns on Group Performance    |
| strukturalizm                                                                                                  | 1955         | Claude Levi-Strauss                | Smutek tropików                                                       |
| osobowość statusowa                                                                                            | 1955         | Ralph Linton                       | Kulturowe podstawy osobowości                                         |
| osobowość modalna                                                                                              | 1955         | Ralph Linton                       | Kulturowe podstawy osobowości                                         |
| konfliktowy model społeczeństwa                                                                                | 1957         | Ralph Dahrendorf                   | Soziale Klassen und Klassenkonflikt in der industriallen Gesellschaft |
| koncepcja struktury głębokiej                                                                                  | 1958         | Claude Levi-Strauss                | Antropologia strukturalna                                             |
| ZIS | 1958         | Ralph Dahrendorf                   | Out of Utopia                                                         |
| perspektywa dramaturgiczna                                                                                     | 1959         | Erving Goffman                     | Człowiek w teatrze życia codziennego                                  |
| rama odniesienia                                                                                               | 1959         | Erving Goffman                     | Człowiek w teatrze życia codziennego                                  |
| teoria wymiany                                                                                                 | 1961         | George Homans                      | Social Behavior                                                       |
| interakcje zogniskowane i niezogniskowane                                                                      | 1961         | Erving Goffman                     | Encounters: Two Studies in the Sociology of Interaction               |
| ekskluzja | 1963         | Michel Foucault                    | Narodziny kliniki                                                     |
| triada eksternalizacja-obiektywizacja-internalizacja                                                           | 1966         | Peter Berger, Thomas Luckmann      | Społeczne tworzenie rzeczywistości                                    |
| uprawomocnienie społecznego świata                                                                             | 1966         | Peter Berger, Thomas Luckmann      | Społeczne tworzenie rzeczywistości                                    |
| eksperyment przerywania                                                                                        | 1967         | Harold Garfinkel                   | Studies in Ethnomethodology                                           |
| formacje dyskursywne                                                                                           | 1969         | Michel Foucault                    | Archeologia wiedzy                                                    |
| początek analizy sieciowej                                                                                     | 1969         |                                    | Social Networks in Urban Situations                                   |
| struktura sieci społecznych                                                                                    | 1972         | Richard Emerson                    | Exchange Theory                                                       |
| początek badań nad społecznym zachowaniem szympansów                                                           | 1974         | Jane Goodall                       | W cieniu człowieka                                                    |
| system światowy                                                                                                | 1974         | Immanuel Wallerstein               | The Modern World System                                               |
| społeczeństwa owadów, początek socjobiologii                                                                   | 1975         | Edward Osborne Wilson              | Socjobiologia                                                         |
| koncepcja memu                                                                                                 | 1976         | Richard Dawkins                    | Samolubny gen                                                         |
| manifest postmodernizmu                                                                                        | 1979         | Jean-François Lyotard              | Kondycja ponowoczesna                                                 |
| racjonalność komunikacyjna                                                                                     | 1981         | Jürgen Habermas                    | Teoria działania komunikacyjnego                                      |
| mutacja symboliczna                                                                                            | 1982         | Niklas Luhmann                     | The Differentiation of Society                                        |
| teoria strukturacji                                                                                            | 1984         | Anthony Giddens                    | Stanowienie społeczeństwa                                             |
| fakcja społeczna                                                                                               | 1985         | Pierre Bourdieu                    | Social Space and the Genesis of Groups                                |
| społeczeństwo ryzyka                                                                                           | 1986         | Ulrich Beck                        | Społeczeństwo ryzyka. W drodze do innej nowoczesności                 |
| teoria solidarności grupowej                                                                                   | 1987         | Michael Hechter                    | Principles of Group Solidarity                                        |
| system autopojetyczny                                                                                          | 1990         | Niklas Luhmann                     | The Autopoiesis of Social System                                      |
| koncepcja pola                                                                                                 | 1992         | Pierre Bourdieu                    | Reguły sztuki. Geneza i struktura pola literackiego                   |
| symbole jako ekwiwalenty alfabetu genetycznego                                                                 | 1995         | Gerhard Lenski, Patrick Nolan      | Human Societes. An Introduction to Macrosociology                     |
| gender | 1995         | Richard Udry                       | Sociology and Biology: What Biology Do Sociologists Need to Know      |
| koncepcja zderzenia cywilizacyjnego                                                                            | 1996         | Samuel P. Huntington               | Zderzenie cywilizacji                                                 |
| społeczeństwo sieciowe                                                                                         | 1996         | Manuel Castells                    | The Rise of the Network Society                                       |